# خومة السفلي (خومة)
خومة السفلی (بالفارسية: خمه سفلی) هي قرية تقع في إيران في قسم خومة الریفي. يقدر عدد سكانها بـ 731 نسمة بحسب إحصاء 2016.